# Dacnusa rugosa
Dacnusa rugosa är en stekelart som beskrevs av Katiyar och Sharma 1988. Dacnusa rugosa ingår i släktet Dacnusa och familjen bracksteklar. Inga underarter finns listade i Catalogue of Life.